# Pergamská knihovna
Pergamská knihovna se nacházela ve městě Pergamon, starověké řecké obci v Malé Asii, a byla jednou z nejvýznamnějších starověkých knihoven.

## Historie
Stavbu knihovny zahájil král Attalos I. a dokončil ji jeho syn, král Eumenes II. v roce 170 př. n. l. Knihovna obsahovala 200 000 papyrusových svitků a ve své době byla druhou největší knihovnou na světě, hned po alexandrijské. Skládala se ze 4 místností, z nichž největší měla rozměr 13,4×16,0 m (podle údaje Plinia staršího).
Jak uvádí Plinius, z obavy, aby pergamská knihovna neohrozila alexandrijskou, vydal egyptský král Ptolemaios embargo na vývoz papyru – proto zde vznikl náhradní materiál pergamen. Plinius neuvedl, který Ptolemaios to byl, ale myšlen byl pravděpodobně Ptolemaios V. Epifanés (205–185 př. n. l.). Dnes je známo, že pergamen nevznikl tak romanticky, jak píše Plinius. V roce 1922 Yaleova univerzita prováděla vykopávky v Dura Európos na Horním Eufratu a objevila pergameny s letopočty 117 a 123 kalendáře Seleukovců, což odpovídá v našem letopočtu rokům 196 a 189 př. n. l., proto není pravděpodobné, aby tento vynález byl již v prvním roce objevu využit v tak vzdálené Mezopotámii.
Pergamská knihovna byla bohatě zdobena sochami. Na nádvoří před knihovnou stála mramorová socha bohyně Athény Parthenos 3,10 m vysoká, která je dnes v Pergamonském muzeu v Berlíně. Je to kopie Feidiovy sochy z athénské akropole z Parthenónu. Z pergamských knihovníků je znám jen jeden, stoik Kratér z Mallu. Napsal řadu literárních článků, zejména o Homérovi, a také sestavil katalog attalovské knihovny.
Celou knihovnu nechal Marcus Antonius v roce 41 př. n. l. převézt do Alexandrie jako dar královně Kleopatře. Tímto darem chtěl Antonius nahradit ztrátu, kterou způsobil Gaius Julius Caesar, když část knihovny vyhořela. Bohatství alexandrijské knihovny bylo v 7. století zničeno při arabském vpádu do Egypta.[zdroj?]